# 雨敞坪镇

雨敞坪镇位于湖南省望城县西南角、岳麓区西北部，处望城县、岳麓区和宁乡县三县区交汇处，为岳麓区所辖乡镇。地缘上，雨敞坪镇北部与白箬铺镇接壤，东与莲花镇相邻，南与宁乡县道林镇、花明搂镇交界，西与东湖塘镇、夏铎铺镇相连。雨敞坪镇原属望城县乡镇，2008年9月14日划归岳麓区管辖；全镇总面积83.7平方公里，总人口28,981人(2000年)，辖10个村、1个社区。镇政府驻雨敞坪社区。

## 历史
- 1995年6月，长沙地区撤区并乡，原望城县白箬区麻田乡和稽山乡合并组建雨敞坪镇。
- 2004年调整村级区划，调整前共有23村，分别为农益村、嵇山村、杨公塘村、毛塘村、宏岭村、古潭村、灰埠村、三塘村、泉山村、嵇龙村、高新村、南岳村、南冲村、杨林村、卯田村、清泉坝村、狮华村、泉水村、瓦灰塘村、螺头山村、青山桥村、高田村和麻田村；调整后为10村、1社区。
- 2008年9月14日，雨敞坪镇划入岳麓区[3]。

## 经济
2006年实现国内生产总值26128万元，全年累计完成财政总收入1653万元，农村居民人均纯收入4721元。